# Xuân Thọ 2
Xuân Thọ 2 là một xã thuộc thị xã Sông Cầu, tỉnh Phú Yên, Việt Nam.

## Địa lý
Xã Xuân Thọ 2 nằm ở phía nam thị xã Sông Cầu, có vị trí địa lý:
- Phía đông giáp phường Xuân Đài
- Phía tây giáp huyện Đồng Xuân
- Phía nam giáp huyện Tuy An
- Phía bắc giáp xã Xuân Thọ 1.

Xã Xuân Thọ 2 có diện tích 24,58 km², dân số năm 2022 là 3.819 người, mật độ dân số đạt 155 người/km².

## Hành chính
Xã Xuân Thọ 2 được chia thành 4 thôn: Hảo Danh, Hảo Nghĩa, Mỹ Lương, Triều Sơn.

## Lịch sử
Ngày 30 tháng 9 năm 1981, Hội đồng Bộ trưởng ban hành Quyết định số 100-HĐBT về việc thành lập xã Xuân Thọ 2 thuộc huyện Đồng Xuân trên cơ sở một phần diện tích và dân số của xã Xuân Thọ.
Ngày 27 tháng 6 năm 1985, Hội đồng Bộ trưởng ban hành Quyết định số 189-HĐBT về việc thành lập huyện Sông Cầu thuộc tỉnh Phú Khánh trên cơ sở một phần của huyện Đồng Xuân. Xã Xuân Thọ 2 trực thuộc huyện Sông Cầu.
Ngày 27 tháng 8 năm 2009, Chính phủ ban hành Nghị quyết số 42/NQ-CP về việc:
- Thành lập thành thị xã Sông Cầu thuộc tỉnh Phú Yên trên cơ sở toàn bộ huyện Sông Cầu.
- Thành lập phường Xuân Đài trên cơ sở điều chỉnh 643,30 ha diện tích tự nhiên và 5.858 người của xã Xuân Thọ 2.
- Xã Xuân Thọ 2 trực thuộc thị xã Sông Cầu.

Sau khi điều chỉnh địa giới hành chính, xã Xuân Thọ 2 còn lại 2.332,33 ha diện tích tự nhiên và 4.417 người.